# Schwiedelbrouch
Schwiedelbrouch (en luxemburguès: Schwiddelbrouch; en alemany: Schwiedelbruch) és una vila de l'antiga comuna de Folschette, i que ara forma part de la nova comuna de Rambrouch, situada al districte de Diekirch del cantó de Redange. Està a uns 31 km de distància de la ciutat de Luxemburg.